# Stenus ludyi
Stenus ludyi är en skalbaggsart som beskrevs av Fauvel 1886. Stenus ludyi ingår i släktet Stenus, och familjen kortvingar. Arten är reproducerande i Sverige.